# Miguel Cabanellas Ferrer
Miguel Cabanellas Ferrer (castellà: Miguel Cabanellas)  (Cartagena, 1 de gener de 1872 - Màlaga, 14 de maig de 1938) va ser un general de l'exèrcit espanyol i un dels capitosts del cop d'estat del 18 de juliol de 1936 que va desembocar en la Guerra Civil espanyola.

## Biografia

### Inicis
Miguel Manuel Virgilio Joaquín Cabanellas Ferrer era fill de Virgilio Cabanellas Tapia, en aquest moment capità d'infanteria de marina, i Clara Ferrer Rittwagen. Va cursar el seu batxillerat com a intern en les Escola Pia de Iecla on va coincidir amb Azorín. Posteriorment va ingressar en l'Acadèmia General Militar de Toledo. Va ingressar en l'exèrcit en l'arma de cavalleria en 1889. Va contreure matrimoni el 24 de maig de 1894 i pocs dies després parteix destinat a Cuba.

### Actuació a Cuba
Va rebre el seu baptisme de foc sent segon tinent de cavalleria el 2 de novembre de 1894. El 23 d'agost de 1895, ja tinent primer, sosté un combat amb tropa al seu comandament en la Sabana de San Serapio, rebent per la seva actuació la Medalla del Mèrit Militar de primera classe. L'1 de desembre de 1896 torna a intervenir en un combat a Tomba del Tesoro, per la qual cosa és novament condecorat. Sobreviu després de contreure l'anomenat vòmit negre i l'1 d'octubre de 1897 ascendeix a capità.

### Actuació a l'Àfrica
Destinat a servir en el Protectorat del Marroc, intervé en la conquesta d'Ait-Aixa, per la qual cosa és ascendit a comandant l'1 de juliol de 1909 i rep una Creu amb distintiu vermell del Mèrit Militar i una María Cristina de primera classe.
En 1910 va proposar la creació d'un cos de voluntaris del Rif, primeres unitats de regulars (tropes marroquines enquadrades en l'Exèrcit Espanyol). Aquestes primeres unitats van participar amb èxit en la defensa de Melilla i Larraix.
El 15 de maig de 1911 va començar en els Llanos de Garet una operació de l'exèrcit espanyol en la qual, juntament amb tropes d'aquesta nacionalitat, hi intervenien tres esquadrons de regulars que comandava Cabanellas, que va obtenir, arran de la seva actuació, l'ascens al grau superior.
En els mesos de juliol i agost de 1921 les tropes espanyoles sofreixen successives derrotes al Rif i són obligades a evacuar posicions amb greus pèrdues, fet que provoca l'anomenat Desastre d'Annual. L'avanç dels moros a la Muntanya Arruit fa témer que puguin apoderar-se de Melilla, la qual cosa produeix la fugida de molts dels seus pobladors. Al setembre comença una ofensiva espanyola en la qual participa Cabanellas al comandament d'una de les columnes, que continua fins al mes de desembre i en el curs del qual són reconquerits Arruit i Zeluan.
Les greus mancances de l'exèrcit espanyol al Marroc fan que molts dels seus oficials (Cabanellas, Francisco Franco, José Millán Astray i Emilio Mola entre ells) critiquin fortament a les Juntes Militars de Defensa, que eren organismes integrats per oficials que tenien una decisiva intervenció en la conducció de les forces armades, la qual cosa ocasiona que el ja general de brigada Cabanellas sigui encausat i s'intenti rellevar-lo del comandament.
Efectivament, el 18 de novembre de 1921, li va ser oberta una instrucció sumaria per acusacions i injúries agreujades per la seva publicitat, a causa d'una carta que van publicar els diaris, en la qual deia que «els presidents de les Juntes de Defensa, eren els primers responsables de les catàstrofe esdevinguda a Melilla, per ocupar-se solament de foteses, per desprestigiar el comandament i assaltar el pressupost, sense ocupar-se del material i per no augmentar l'eficàcia de les unitats»
El gener de 1922 un decret del govern limita les funcions de les Juntes a un caràcter informatiu i al novembre no solament són dissoltes sinó que a més es prohibeix per al futur les associacions de militars.
Cabanellas roman a l'Àfrica fins al 13 de maig de 1922, quan torna a l'Espanya peninsular.

### La dictadura de Primo de Rivera
A la fi de maig de 1924 és ascendit a general de divisió i un mes després és enviat a Menorca com a governador militar. La seva ideologia liberal i republicana el va portar a enfrontar-se amb la dictadura de Primo de Rivera. Com a conseqüència d'aquest enfrontament, el 26 de juliol de 1926 va ser deposat d'aquest càrrec passant a la reserva.
Miguel Cabanellas es va dedicar a encoratjar qualsevol conspiració dirigida contra la dictadura i en particular es va unir al fracassat complot encapçalat per José Sánchez Guerra el 1929 per la qual cosa va estar detingut alguns dies.
Mentre conspirava contra la monarquia amb el general Gonzalo Queipo de Llano i el comandant Ramón Franco, el 12 de desembre de 1930 esclata l'aixecament de Jaca en la qual participen dos dels seus fills.
La revolta fracassa i els seus capitosts, els capitans Fermín Galán i Ángel García Hernández són afusellats.

### La Segona República
El 14 d'abril de 1931 es proclama la República i a causa del seu suport a la causa republicana, el 17 d'abril de 1931 el Govern Provisional nomena Cabanellas capità general de la II Regió Militar (Andalusia), on en forma immediata declara l'estat de guerra per raó dels desordres que estaven ocorrent, mesura que repetirà el 12 de maig del mateix any. Posteriorment va ser nomenat Cap de l'Exèrcit al Marroc i el 1932 va substituir a José Sanjurjo com a Director General de la Guàrdia Civil, càrrec del qual cessa el 15 d'agost de 1932.
Durant el bienni radical-cedista (1934-1935), amb un govern conservador, va ser diputat electe a Corts a Jaén pel Partit Republicà Radical de Alejandro Lerroux. Allí és designat president de la Comissió de Guerra, però va renunciar arran del seu nomenament com a Inspector General de Carabiners, en la qual cosa van influir les seves idees republicanes i la seva afiliació a la maçoneria. Posteriorment passa al càrrec d'Inspector General de la Guàrdia Civil i després al de Cap de la V Divisió Orgànica (Saragossa).

### Cop d'estat de 1936 i Guerra Civil
Hi ha opinions contradictòries respecte de la participació de Cabanellas, que seguia al comandament de la V Divisió Orgànica, en la conspiració que va culminar amb el cop d'estat del 17 i 18 de juliol de 1936 contra el govern de la República, denominat per la propaganda franquista posterior Alçament Nacional.
Alguns sostenen que recentment es va adherir a l'aixecament des del començament, però d'altres afirmen que va tenir participació prèvia en la seva preparació. Segons aquests últims, el general Queipo de Llano, que participava en la conspiració juntament amb el general Mola i altres oficials, va enviar al Tinent Coronel d'Enginyers Rafael Fernández a requerir-li que hi col·laborés. Com la resposta va ser afirmativa es va convenir després una reunió amb el general Mola que es va realitzar el 7 de juny de 1936 a Murillo de las Limas; en el projecte de Mola figurava com a futur Ministre de Guerra.
Quan va iniciar-se la revolta, va disposar el desplegament de tropes en llocs estratègics de Saragossa i la detenció de 360 directius dels partits del Front Popular, incloent al governador civil, així com de l'enviat governamental general Miguel Núñez de Prado. Va emetre un ban declarant l'estat de guerra i ratificant les seves idees republicanes.
Els conspiradors havien previst que per dirigir el moviment es constituís un Directori Militar presidit pel general José Sanjurjo, però aquest mor el 20 de juliol de 1936 en un accident d'aviació, per la qual cosa acorden formar la Junta de Defensa Nacional, que seria l'òrgan suprem dels revoltats, per acta del 24 de juliol de 1936, en la qual a més es designa com a president seu Cabanellas. que en aquest moment era el general de divisió més antic entre els revoltats. Aquesta presidència va tenir un caràcter gairebé simbòlic amb escàs poder real i, de fet, el nomenament el va apartar del comandament efectiu de les tropes.
Dues setmanes després va signar un decret pel qual la bandera tricolor (vermella, groga i estatge) establerta per la Segona República Espanyola va ser reemplaçada per la bicolor (vermella i groga) que fou introduïda a Espanya per Carles III.
El 21 de setembre de 1936 es va fer en Salamanca una reunió en la qual la Junta havia de tractar sobre l'establiment d'un comandament militar únic que evités friccions com les produïdes en els dos mesos transcorreguts, la qual cosa va ser aprovada amb l'oposició de Cabanellas. A continuació es va votar la designació i és escollit Francisco Franco (que havia estat a les seves ordres a l'Àfrica) com a generalíssim, i va manifestar Cabanellas que s'abstenia de votar donada la seva posició contrària a la mesura: "Vostès no saben el que han fet -va dir el general als seus col·legues que van entronitzar a Franco com a comandant militar suprem- perquè no el coneixen com jo, que el vaig tenir a les meves ordres en l'exèrcit d'Àfrica, com a cap d'una de les unitats de la columna al meu comandament... Si vostès li donen Espanya, es creurà que és seva i no deixarà que ningú el substitueixi en la guerra o després, fins a la seva mort". Va ser aleshores quan Cabanellas va dir una frase que ha perdurat: «En aquest país, algú ha de deixar d'afusellar alguna vegada».
Alguns autors especulen que no va tenir comandament de tropes per la seva pertinença a la maçoneria; tanmateix, altres sostenen que amb això Franco volia restar-li tot poder.
La primera mesura de Franco va ser apartar a Cabanellas de tot poder real nomenant-lo Inspector General de l'Exèrcit, càrrec que va exercir fins a la seva defunció el 1938. Immediatament després de la seva mort, Franco va ordenar la requisa de tots els seus documents.

## Imputat per crims contra la humanitat i detenció il·legal
En 2008, va ser un dels trenta-cinc alts càrrecs del franquisme imputats per l'Audiència Nacional en el sumari instruït per Baltasar Garzón pels presumptes delictes de detenció il·legal i crims contra la humanitat que suposadament haurien estat comesos durant la Guerra civil espanyola i els primers anys del règim de Franco. El jutge va declarar extingida la seva responsabilitat criminal quan va rebre constància fefaent de la seva defunció, esdevinguda setanta anys abans. La instrucció de la causa va ser tan polèmica que Garzón va arribar a ser acusat de prevaricació, jutjat i absolt pel Tribunal Suprem.